# レオポルト・モーツァルト
ヨーハン・ゲオルク・レオポルト・モーツァルト（Johann Georg Leopold Mozart, 1719年11月14日 - 1787年5月28日）は、18世紀の作曲家、ヴァイオリニスト、音楽理論家。ドイツのアウクスブルクに生まれ、オーストリアのザルツブルクに没した。
著名な音楽家のヴォルフガング・アマデウス・モーツァルトの父。

## 略歴
- 1719年、アウクスブルクで製本師の父ヨハン・ゲオルク・モーツァルト（Johann Georg Mozart 1679年-1736年）と母アンナ・マリア・ズルツァー（Anna Maria Sulzer 1696年-1766年）の長男として生まれる。父方は代々石工職人、母方は代々織師であった。
- 1737年、ザルツブルク大学に入学。哲学と法律を学ぶはずだったが、音楽に熱中して1739年に退学となった。同年、ザルツブルクの名門貴族トゥルン＝ヴァルサッシナ・タクシス伯爵家の従僕兼楽士として採用され、以後、本格的に音楽家としての道を歩み始める。
- 1743年、ザルツブルク宮廷楽団のヴァイオリン奏者（無給）に採用され、以後ザルツブルク大司教シュラッテンバハの元で仕える。
- 1747年、アンナ・マリア・ペルトゥル（Anna Maria Pertl 1720年-1778年）と結婚。7人の子供をもうけるが、成人したのは三女の愛称ナンネル（Nannerl 1751年-1829年）と三男のヴォルフガング・アマデウス・モーツァルト（1756年-1791年）のみ。
- 1747年、ザルツブルク宮廷室内作曲家に就任。
- 1757年、宮廷作曲家の称号を授与される。
- 1758年、ザルツブルク宮廷楽団の第2ヴァイオリニストに就任。
- 1763年、宮廷副楽長に昇進。この後死ぬまでこの地位に留まった。
- 1785年、ウィーンへ赴きヴォルフガングと再会。これが2人の最後の別れとなった。この時、息子の勧めでフリーメイソンに入会している。
- 1787年、ザルツブルクでナンネル夫妻らに看取られて68歳で死去し、聖セバスティアン教会の墓地に埋葬された。ザルツブルクと決別していたヴォルフガングは臨終の床に立ち会わず、葬儀にも参列しなかったが、友人のゴットフリート・ジャカン(Gottfried Jacquin)宛の手紙で「最愛の父が死んだと知らされた。僕の心境を察してくれるだろう!」と悲しみの情を吐露した。

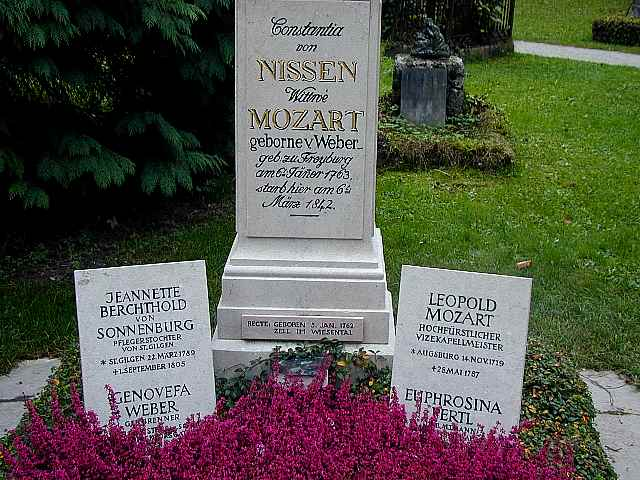
ザルツブルク・聖セバスティアン教会にあるレオポルトの墓石（右）。中央はコンスタンツェの墓石。

## 教育者・プロモーター
レオポルト・モーツァルトの最大の業績は、息子であるヴォルフガング・アマデウス・モーツァルトの才能を発見し、芽生えさせ、当時考えうる世界最高の音楽教育を与え、歴史上比類のない作曲家として開花させたことである。
1759年、姉のナンネルの音楽教育を目的とした、通称『ナンネルの楽譜帳』が編纂された。この時ヴォルフガングは3歳で、すでに姉のレッスンのそばに立ち、教えられた訳でなく3度の和音を自ら弾いた。ヴォルフガングの才能を感じたレオポルトは、1760年、ヴォルフガングが4歳のときから『ナンネルの楽譜帳』を使用した正式なレッスンを開始した。
『ナンネルの楽譜帳』の中には、ヴォルフガングが作曲した4つのピアノ曲（K.1a〜1d）が書き込まれていたが、ナンネルが後にその部分を記念に切り抜いてしまったので、長い間行方不明となっていた。だが、1954年にその楽譜がロンドンで発見され、レオポルトのメモ「5歳の最初の3ヶ月」という記載により、最初の作品とされたK.1よりも前に作曲されたことが判明した。 
レオポルトのもう一つの業績は、家族での演奏旅行を計画・実行し、ヨーロッパ各地で名だたる王侯貴族たちにヴォルフガングを熱心に売り込み、巨富と名誉を得た、当代一流のプロモーターとしてである（モーツァルト家の大旅行）。
1762年1月、ミュンヘンでバイエルン選帝侯マクシミリアン3世ヨーゼフの御前演奏をして評判をとった。レオポルトは早速、同年10月にはウィーンのシェーンブルン宮殿に出向き、女帝マリア・テレジアや皇帝フランツ1世の御前演奏をして喝采を浴びる。
翌年1763年6月から1766年11月までの3年半、ドイツ、オランダ、ベルギー、フランス、イギリス、スイスにまで及ぶ大旅行に出かける。その間、各地の王侯貴族の前で神童ぶりを発揮。パリではルイ15世の御前で演奏をする栄誉にあずかった。またロンドンでの3時間の演奏会の収益は、レオポルトの年収の実に8年分だった。よって、レオポルトがヴォルフガングの才能を金銭に変えるべく営業活動に精を出したのも無理のないことだった。また、この後レオポルトはヴォルフガングを伴い、3回のイタリア旅行にも出かけており、これらによってヴォルフガングの神童としての評判は全ヨーロッパに広まった。
ヴォルフガングは旅行先で現地の大作曲家や名演奏家たちと積極的に交流し、彼らから大きな影響を受けた。またザルツブルクにはない楽器や大規模なオーケストラは、ヴォルフガングにとって最高の音楽教育となった。
ヴォルフガングの成長とともに、レオポルトの果たす役割も次第に減っていった。1772年、ザルツブルクの新大司教にヒエロニムス・コロレド伯が就任するが、彼は決して前任者のように寛大ではなく、ヴォルフガングと激しく衝突する。父レオポルトは両者の間にあって大いに苦しむことになる。
1777年、21歳になったヴォルフガングは、ザルツブルクと決別すべく職探しの旅行に出かける。レオポルトは同行を希望し休職願を申請するが、許可と同時に解雇通告を受ける。結局旅行には母親が同行することになり、解雇は無事取り消される。しかし、その母はパリで客死する。かつてヨーロッパ中を熱狂させた天才ヴォルフガング・アマデウス・モーツァルトでさえ、受け入れる宮廷はただの一つもなかった。もはやレオポルトがヴォルフガングにしてやれることは、ごくありふれた父としてのささやかなアドバイスだけであった。1781年、ヴォルフガングは大司教コロレド伯との大喧嘩の末、ようやくウィーンに定住して自由な音楽活動にいそしむことになる。

## 音楽理論家
レオポルトは音楽理論家としても有名で、彼の自費出版した『ヴァイオリン奏法』（Versuch einer gründlichen Violinschule）は、ジュゼッペ・タルティーニのヴァイオリン奏法に関する論文「Trattatodimusica secondo la vera scienza dell'armonia」からの借用を多く含むが、ドイツでは高い評価を受け、1751年に英語、1761年にフランス語、1766年にオランダ語、1804年にロシア語に訳されたほか、1800年迄に第4版まで版を重ねるなど、ヨーロッパ中で読まれ、今日まで出版され続けている。

## 作曲家
作曲家としてのレオポルト・モーツァルトの実力は、同時代の著名な作曲家たちと比較して、明らかに劣っている。またそれを一番よく理解をしていたのは、他ならぬレオポルト自身であった。我が子であるヴォルフガング・アマデウス・モーツァルトの並外れた才能が明らかになった1762年のウィーン旅行以降、レオポルト自身が積極的に作曲することはあまりなくなった。
作曲に関して、歴史上いくつかの興味ある事例がある。
1923年、上オーストリア（Oberösterreich）、ランバッハのベネディクト派の修道院で、モーツァルト親子のものとされる1769年と記された2つの交響曲、通称『ランバッハ交響曲』の筆写譜が発見された。どちらが、どちらを作曲したかが長年論議されてきたが、現在の説では、『新ランバッハ交響曲』がレオポルトの作品。『旧ランバッハ交響曲』はヴォルフガングの10歳の時、1766年のハーグ滞在中の作品という説が強い。
世界的に有名な『おもちゃの交響曲』はレオポルトの作品であるという説がある。これは1951年、レオポルトの作曲とされるカッサシオン（全7曲）が、バイエルン州立図書館から発見され、その一部が『おもちゃの交響曲』と同一であったことに起因する。しかし近年の研究でこの中の『おもちゃの交響曲』で使用されている3楽章はチロル出身の作曲家エトムント・アンゲラーの作曲だということが判明した。

## 代表作品
- 2つのホルンのための協奏曲 変ホ長調（1752年）
- シンフォニア・パストラーレ ト長調（1755年）
- シンフォニア ニ長調『田舎の結婚式』（1756年）
- 『橇すべりの音楽』ヘ長調 （1756年）
- 『ナンネルの音楽帳』（1759年）
- トランペット協奏曲 ニ長調（1762年）
- 『ヴォルフガングの音楽帳』（1762年）：ヴォルフガングの7歳の誕生日に贈った32の小曲集。第25曲『アングレーズ』は日本において教材としてよく演奏される。
- シンフォニア ト長調『新ランバッハ』（1766年）
- シンフォニア・ブルレスカ ト長調 （1770年）
- カッサシオン（全7楽章。ただし、うち第3、4、7楽章はエドムント・アンゲラー作曲『おもちゃの交響曲』である。）
- アルト・トロンボーン協奏曲 ニ長調